# Plavání na Letních olympijských hrách 2000
Plavání na Letních olympijských hrách 2000.

## Přehled medailí
| Pořadí | Země                         | Zlato | Stříbro | Bronz | Celkově |
| ------ | ---------------------------- | ----- | ------- | ----- | ------- |
| 1      | Spojené státy americké (USA) | 14    | 8       | 11    | 33      |
| 2      | Austrálie (AUS)              | 5     | 9       | 4     | 18      |
| 3      | Nizozemsko (NED)             | 5     | 1       | 2     | 8       |
| 4      | Itálie (ITA)                 | 3     | 1       | 2     | 6       |
| 5      | Ukrajina (UKR)               | 2     | 2       | 0     | 4       |
| 6      | Rumunsko (ROM)               | 2     | 1       | 1     | 4       |
| 7      | Švédsko (SWE)                | 1     | 2       | 1     | 4       |
| 8      | Maďarsko (HUN)               | 1     | 0       | 0     | 1       |
| 9      | Japonsko (JPN)               | 0     | 2       | 2     | 4       |
| 10     | Slovensko (SVK)              | 0     | 2       | 0     | 2       |
| 11     | Rusko (RUS)                  | 0     | 1       | 1     | 2       |
| 11     | Jihoafrická republika (RSA)  | 0     | 1       | 1     | 2       |
| 13     | Francie (FRA)                | 0     | 1       | 0     | 1       |
| 14     | Německo (GER)                | 0     | 0       | 3     | 3       |
| 15     | Kostarika (CRC)              | 0     | 0       | 2     | 2       |
| 16     | Brazílie (BRA)               | 0     | 0       | 1     | 1       |
| 16     | Kanada (CAN)                 | 0     | 0       | 1     | 1       |
| 16     | Španělsko (ESP)              | 0     | 0       | 1     | 1       |
| Celkem | Celkem                       | 33    | 31      | 34    | 98      |

## Medailisté

### Muži
| Kategorie                      | Zlato | Čas      | Stříbro | Čas            | Bronz | Čas      |
| ------------------------------ | --- | -------- | --- | -------------- | --- | -------- |
| 50 m volný způsob              | Anthony Ervin · Spojené státy americké (USA) · Gary Hall, Jr. · Spojené státy americké (USA)                                             | 21.98    | Nebyla udělena | Nebyla udělena | Pieter van den Hoogenband · Nizozemsko (NED)                                                                           | 22.03    |
| 100 m volný způsob             | Pieter van den Hoogenband · Nizozemsko (NED)                                                                                             | 48.30    | Alexandr Popov · Rusko (RUS) | 48.69          | Gary Hall, Jr. · Spojené státy americké (USA)                                                                          | 48.73    |
| 200 m volný způsob             | Pieter van den Hoogenband · Nizozemsko (NED)                                                                                             | 1:45.35  | Ian Thorpe · Austrálie (AUS) | 1:45.83        | Massimiliano Rosolino · Itálie (ITA)                                                                                   | 1:46.65  |
| 400 m volný způsob             | Ian Thorpe · Austrálie (AUS) | 3:40.59  | Massimiliano Rosolino · Itálie (ITA) | 3:43.40        | Klete Keller · Spojené státy americké (USA)                                                                            | 3:47.00  |
| 1 500 m volný způsob           | Grant Hackett · Austrálie (AUS) | 14:48.33 | Kieren Perkins · Austrálie (AUS) | 14:53.59       | Chris Thompson · Spojené státy americké (USA)                                                                          | 14:56.81 |
|                                | |          | |                | |          |
| 100 m znak                     | Lenny Krayzelburg · Spojené státy americké (USA)                                                                                         | 53.72    | Matt Welsh · Austrálie (AUS) | 54.07          | Stev Theloke · Německo (GER)                                                                                           | 54.82    |
| 200 m znak                     | Lenny Krayzelburg · Spojené státy americké (USA)                                                                                         | 1:56.76  | Aaron Peirsol · Spojené státy americké (USA)                                                                                            | 1:57.35        | Matt Welsh · Austrálie (AUS)                                                                                           | 1:57.59  |
|                                | |          | |                | |          |
| 100 m prsa                     | Domenico Fioravanti · Itálie (ITA) | 1:00.46  | Ed Moses · Spojené státy americké (USA)                                                                                                 | 1:00.73        | Roman Sloudnov · Rusko (RUS)                                                                                           | 1:00.91  |
| 200 m prsa                     | Domenico Fioravanti · Itálie (ITA) | 2:10.87  | Terence Parkin · Jihoafrická republika (RSA)                                                                                            | 2:12.50        | Davide Rummolo · Itálie (ITA)                                                                                          | 2:12.73  |
|                                | |          | |                | |          |
| 100 m motýlek                  | Lars Frölander · Švédsko (SWE) | 52.00    | Michael Klim · Austrálie (AUS) | 52.18          | Geoff Huegill · Austrálie (AUS)                                                                                        | 52.22    |
| 200 m motýlek                  | Tom Malchow · Spojené státy americké (USA)                                                                                               | 1:55.35  | Denys Sylantyev · Ukrajina (UKR) | 1:55.76        | Justin Norris · Austrálie (AUS)                                                                                        | 1:56.17  |
|                                | |          | |                | |          |
| 200 m polohový závod           | Massimiliano Rosolino · Itálie (ITA) | 1:58.98  | Tom Dolan · Spojené státy americké (USA)                                                                                                | 1:59.77        | Tom Wilkens · Spojené státy americké (USA)                                                                             | 2:00.87  |
| 400 m polohový závod           | Tom Dolan · Spojené státy americké (USA)                                                                                                 | 4:11.76  | Erik Vendt · Spojené státy americké (USA)                                                                                               | 4:14.23        | Curtis Myden · Kanada (CAN)                                                                                            | 4:15.33  |
|                                | |          | |                | |          |
| štafeta 4×100 m volný způsob   | Austrálie (AUS) · Ian Thorpe · Ashley Callus · Chris Fydler · Michael Klim · Todd Pearson* · Adam Pine*                                  | 3:13.67  | Spojené státy americké (USA) · Neil Walker · Anthony Ervin · Gary Hall, Jr. · Jason Lezak · Scott Tucker* · Josh Davis*                 | 3:13.86        | Brazílie (BRA) · Edvaldo Silva Filho · Gustavo Borges · Carlos Jayme · Fernando Scherer                                | 3:17.40  |
| štafeta 4×200 m volný způsob   | Austrálie (AUS) · Todd Pearson · Ian Thorpe · Bill Kirby · Michael Klim · Grant Hackett* · Daniel Kowalski*                              | 7:07.05  | Spojené státy americké (USA) · Jamie Rauch · Josh Davis · Scott Goldblatt · Klete Keller · Nate Dusing* · Chad Carvin*                  | 7:12.64        | Nizozemsko (NED) · Martijn Zuijdweg · Johan Kenkhuis · Pieter van den Hoogenband · Marcel Wouda · Mark van der Zijden* | 7:12.70  |
| štafeta 4×100 m polohový závod | Spojené státy americké (USA) · Lenny Krayzelburg · Ed Moses · Ian Crocker · Gary Hall, Jr. · Neil Walker* · Tommy Hannan* · Jason Lezak* | 3:33.73  | Austrálie (AUS) · Matt Welsh · Regan Harrison · Geoff Huegill · Michael Klim · Josh Watson* · Ryan Mitchell* · Adam Pine* · Ian Thorpe* | 3:35.27        | Německo (GER) · Stev Theloke · Jens Kruppa · Thomas Rupprath · Torsten Spanneberg                                      | 3:35.88  |

* Nezúčastnili se finále, ale získali medaili.

### Ženy
| Kategorie                      | Zlato | Čas     | Stříbro | Čas     | Bronz | Čas     |
| ------------------------------ | --- | ------- | --- | ------- | --- | ------- |
| 50 m volný způsob              | Inge de Bruijnová · Nizozemsko (NED) | 24.32   | Therese Alshammarová · Švédsko (SWE) | 24.51   | Dara Torresová · Spojené státy americké (USA) | 24.63   |
| 100 m volný způsob             | Inge de Bruijnová · Nizozemsko (NED) | 53.83   | Therese Alshammarová · Švédsko (SWE) | 54.33   | Dara Torresová · Spojené státy americké (USA) · Jenny Thompsonová · Spojené státy americké (USA)                                                       | 54.43   |
| 200 m volný způsob             | Susie O'Neillová · Austrálie (AUS) | 1:58.24 | Martina Moravcová · Slovensko (SVK) | 1:58.32 | Claudia Pollová · Kostarika (CRC) | 1:58.81 |
| 400 m volný způsob             | Brooke Bennettová · Spojené státy americké (USA) | 4:05.80 | Diana Munzová · Spojené státy americké (USA) | 4:07.07 | Claudia Pollová · Kostarika (CRC) | 4:07.83 |
| 800 m volný způsob             | Brooke Bennettová · Spojené státy americké (USA) | 8:19.67 | Jana Kločkovová · Ukrajina (UKR) | 8:22.66 | Kaitlin Sandenoová · Spojené státy americké (USA) | 8:24.29 |
|                                | |         | |         | |         |
| 100 m znak                     | Diana Mocanuová · Rumunsko (ROM) | 1:00.21 | Mai Nakamuraová · Japonsko (JPN) | 1:00.55 | Nina Zhivanevskaya · Španělsko (ESP) | 1:00.89 |
| 200 m znak                     | Diana Mocanuová · Rumunsko (ROM) | 2:08.16 | Roxana Maracineanuová · Francie (FRA) | 2:10.25 | Miki Nakaoová · Japonsko (JPN) | 2:11.05 |
|                                | |         | |         | |         |
| 100 m prsa                     | Megan Quannová · Spojené státy americké (USA) | 1:07.05 | Leisel Jonesová · Austrálie (AUS) | 1:07.49 | Penny Heynsová · Jihoafrická republika (RSA) | 1:07.55 |
| 200 m prsa                     | Ágnes Kovácsová · Maďarsko (HUN) | 2:24.35 | Kristy Kowalová · Spojené státy americké (USA)                                                                                                  | 2:24.56 | Amanda Beardová · Spojené státy americké (USA) | 2:25.35 |
|                                | |         | |         | |         |
| 100 m motýlek                  | Inge de Bruijnová · Nizozemsko (NED) | 56.61   | Martina Moravcová · Slovensko (SVK) | 57.97   | Dara Torresová · Spojené státy americké (USA) | 58.20   |
| 200 m motýlek                  | Misty Hymanová · Spojené státy americké (USA) | 2:05.88 | Susie O'Neillová · Austrálie (AUS) | 2:06.58 | Petria Thomasová · Austrálie (AUS) | 2:07.12 |
|                                | |         | |         | |         |
| 200 m polohový závod           | Jana Kločkovová · Ukrajina (UKR) | 2:10.68 | Beatrice Căslaruová · Rumunsko (ROM) | 2:12.57 | Cristina Teuscherová · Spojené státy americké (USA) | 2:13.32 |
| 400 m polohový závod           | Jana Kločkovová · Ukrajina (UKR) | 4:33.59 | Yasuko Tajimaová · Japonsko (JPN) | 4:35.96 | Beatrice Căslaruová · Rumunsko (ROM) | 4:37.18 |
|                                | |         | |         | |         |
| štafeta 4×100 m volný způsob   | Spojené státy americké (USA) · Amy Van Dykenová · Courtney Shealyová · Jenny Thompsonová · Dara Torresová · Erin Phenixová* · Ashley Tappinová*                                             | 3:36.61 | Nizozemsko (NED) · Manon van Rooijenová · Wilma van Rijnová · Inge de Bruijnová · Thamar Hennekenová · Chantal Grootová*                        | 3:39.83 | Švédsko (SWE) · Johanna Sjöbergová · Therese Alshammarová · Louise Jöhnckeová · Anna-Karin Kammerlingová · Josefin Lillhageová* · Malin Svahnströmová* | 3:40.30 |
| štafeta 4×200 m volný způsob   | Spojené státy americké (USA) · Diana Munzová · Jenny Thompsonová · Samantha Arsenaultová · Lindsay Benkoová · Julia Stowersová* · Kim Blacková*                                             | 7:57.80 | Austrálie (AUS) · Giaan Rooneyová · Petria Thomasová · Kirsten Thomsonová · Susie O'Neillová · Jacinta van Lintová* · Elka Grahamová*           | 7:58.52 | Německo (GER) · Franziska van Almsicková · Antje Buschschulteová · Sara Harsticková · Kerstin Kielgassová · Meike Freitagová* · Britta Steffenová*     | 7:58.64 |
| štafeta 4×100 m polohový závod | Spojené státy americké (USA) · Dara Torresová · Barbara Bedfordová · Megan Quannová · Jenny Thompsonová · Courtney Shealyová* · Ashley Tappinová* · Amy Van Dykenová* · Staciana Stittsová* | 3:58.30 | Austrálie (AUS) · Petria Thomasová · Leisel Jonesová · Susie O'Neillová · Dyana Calubová · Giaan Rooneyová* · Tarnee Whiteová* · Sarah Ryanová* | 4:01.59 | Japonsko (JPN) · Masami Tanakaová · Sumika Minamotoová · Mai Nakamuraová · Junko Onishiová                                                             | 4:04.16 |

* Nezúčastnili se finále, ale získali medaili.